# Museo Cerralbo

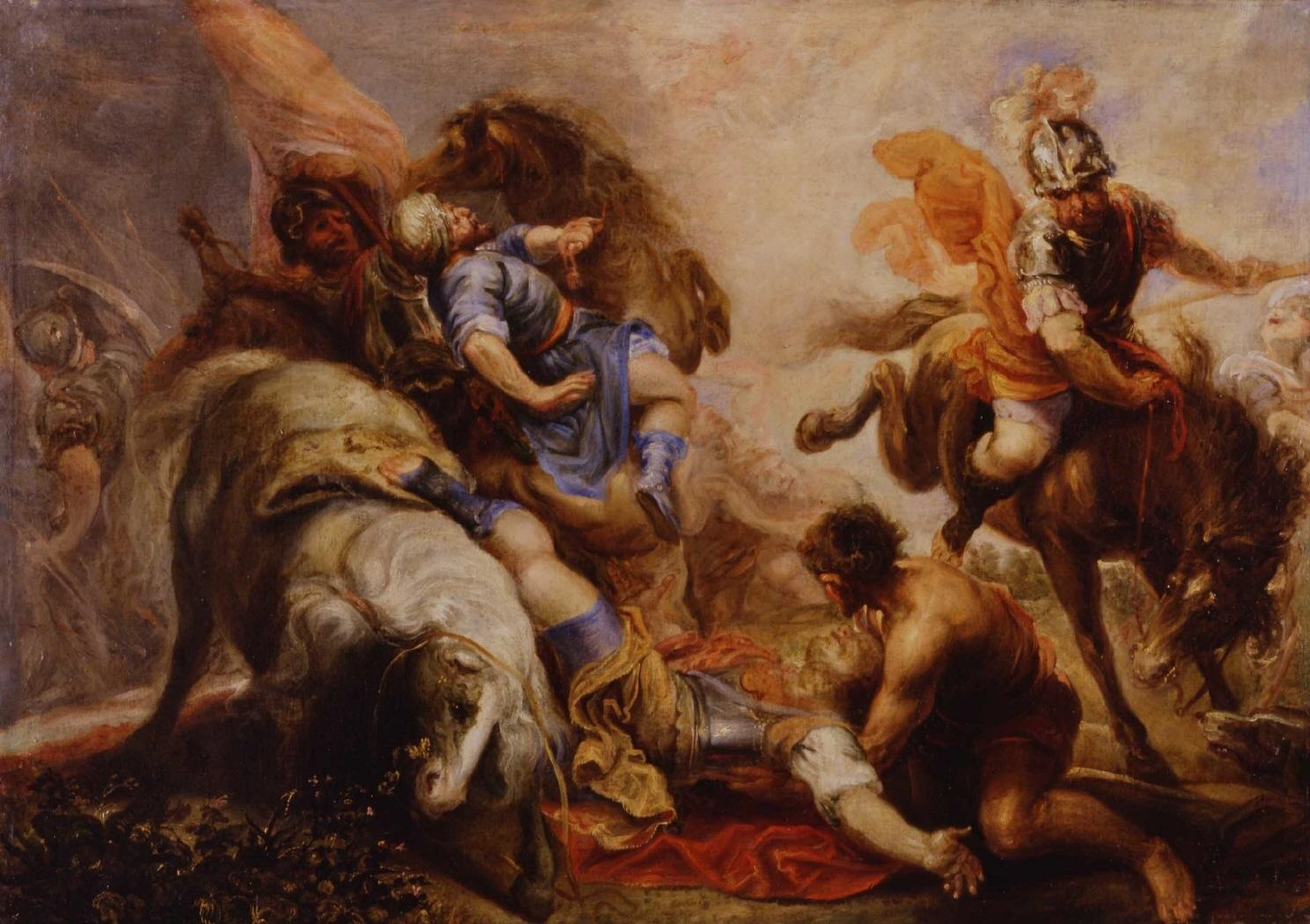
Juan Antonio Frías y Escalante, Conversione di san Paolo, 1650, olio su tela, Madrid, Museo Cerralbo.

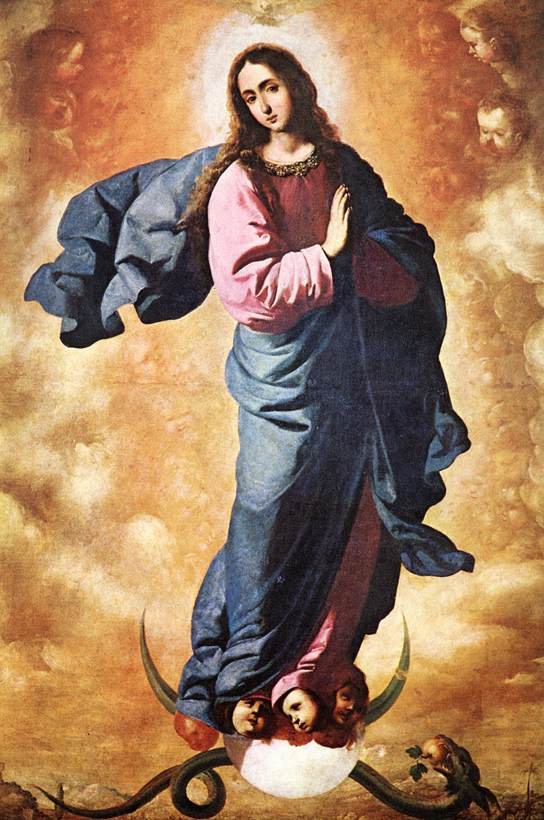
Francisco de Zurbarán, Immacolata Concezione, olio su tela, Madrid, Museo Cerralbo.

Il Museo Cerralbo è situato a Madrid, nell'antica residenza del collezionista Enrique de Aguilera y Gamboa, sedicesimo marchese di Cerralbo. La raccolta in essa contenuta si deve per la maggior parte al marchese stesso, il quale non si limitò solo a radunare dipinti o suppellettili vari, ma promosse anche numerosi scavi archeologici. Gamboa morì a Madrid nel 1922, lasciando in eredità tutto il patrimonio artistico da lui accumulato.

## Storia
Il palazzo attuale era stato concepito per una duplice funzione: oltre a quella di abitazione, non era da escludere quella di museo, in modo da poter conservare tutte le ricchezze artistiche radunate dal marchese e dai suoi discendenti durante i vari viaggi compiuti in Spagna e in Europa.
Alla sua morte, infatti, Galboa aveva dichiarato testualmente: "le mie collezioni rimarranno sempre intatte e saranno oggetto di studio per tutti gli appassionati di scienza e arte". Lo Stato accettò questo atto, e di conseguenza il possesso del palazzo, il 24 settembre 1924.
Dieci anni più tardi, la residenza fu costituita Fundación Museo Cerralbo (il 22 marzo 1934). Per l'inaugurazione del museo si dovettero attendere altri dieci anni, mentre nel 1962 la loggia entrò a far parte dei Monumenti Storico Artistici della Spagna.

## Palazzo
Il palazzo, sede del museo omonimo, venne eretto come residenza abituale dei marchesi Cerralbo tra il 1883 e il 1893 dagli architetti Alejandro Sureda, Luis Cabello y Asó y Luis Cabello la Piedra. Lo stile architettonico dell'edificio si rifà alla corrente allora in voga del Classicismo, in un alternarsi di pietre e laterizi.
Le sale interne sono decorate secondo il gusto neobarocco e Rococò, mentre il giardino del palazzo è una recente reinterpretazione del giardino romantico inglese del XIX secolo con busti e sculture a soggetti mitologici o storici (imperatori romani o animali).

## Collezioni
Il patrimonio artistico del palazzo conta più di 50.000 oggetti di valore, tra dipinti, sculture, disegni, stampe, ceramiche, mobili, libri e medaglie. Analogamente al Museo Lázaro Galdiano, la collezione non vanta un nucleo di dipinti di eccezionale qualità né particolarmente meritevoli di menzione. Lo stesso Gamboa, di gusti più eclettici, non nutriva una particolare passione per questa arte, privilegiando l'archeologia.
I dipinti conservati sono principalmente di ambito iberico; meritevoli di menzione sono l'Immacolata Concezione di Francisco de Zurbarán, le Stimmate di san Francesco, opera di El Greco, San Domenico en Soriano di Antonio de Pereda, una toccante Pietà di Alonso Cano, copiata da un'incisione di Antoon van Dyck (che riscosse notevole successo all'epoca), la Conversione di Saulo di Juan Antonio Frías y Escalante, Paesaggio di Portugalete di Luis Paret e il Martirio di san Sebastiano, opera del madrileno José Antolinez. Memorabili sono inoltre le nature morte di Luis Eugenio Meléndez.
La pittura italiana ha particolare importanza, con importanti opere dei secoli XVI e XVII. Sono due ritratti: uno di Alessandro de' Medici, primo Duca ereditario di Firenze, dipinto da Bronzino e la sua bottega, e il Ritratto di Agostino Doria di Jacopo Tintoretto (esposto nella recente retrospettiva di questo artista al Museo del Prado). Da segnalare anche le grandi tele di Girolamo Muziano e Palma il Giovane, le nature morte di Giovan Battista Ruoppolo e Giuseppe Recco, oltre a esempi di Ludovico Carracci, Giulio Cesare Procaccini (Autoritratto), Pietro Paolini e Sebastiano Ricci (due dipinti). In un soffitto c'è un'opera di Francesco Maffei.
Tra le sculture, spicca il legno policromo raffigurante Maria Maddalena, eseguito tra XV e XVI secolo da un anonimo spagnolo; pietrificata dal dolore, la santa accenna un passo in avanti con le mani sollevate, in un moto di inquietudine interna.
Il museo è stato chiuso per lavori di restauro nel 2006 e, dopo diversi ritardi, ha riaperto il 14 dicembre 2010.